# 聖セバスティアヌス (リベーラ、ナポリ)
『聖セバスティアヌス』（せいセバスティアヌス、伊: San Sebastiano、英: Saint Sebastian）は、17世紀スペイン・バロック期の巨匠ホセ・デ・リベーラが1651年にキャンバス上に油彩で描いた絵画である。画面下部左側の石の上に「Jusepe de Ribera español / F. 1651 (スペイン人フセぺ・デ・リベーラ/1651年制作)」という画家の署名と制作年が記されている。作品は現在、ナポリのサン・マルティーノ美術館に所蔵されている。

## 作品
1638年ごろ、リベーラは、サン・マルティーノ修道院・教会の大がかりな改修の一部をなす一連の作品の依頼を受けた。ジョヴァンニ・バッティスタ・ピザンテの治める修道院で、リベーラは大規模な装飾を任されるべき最も重要なナポリの画家の1人であった。すでに1637年に、彼は教会の聖具室用に豪勢な『ピエタ』 (サン・マルティーノ美術館) の祭壇画を制作していた (この作品は17世紀末に新宝物室に移され、現在もそこに展示されている)。

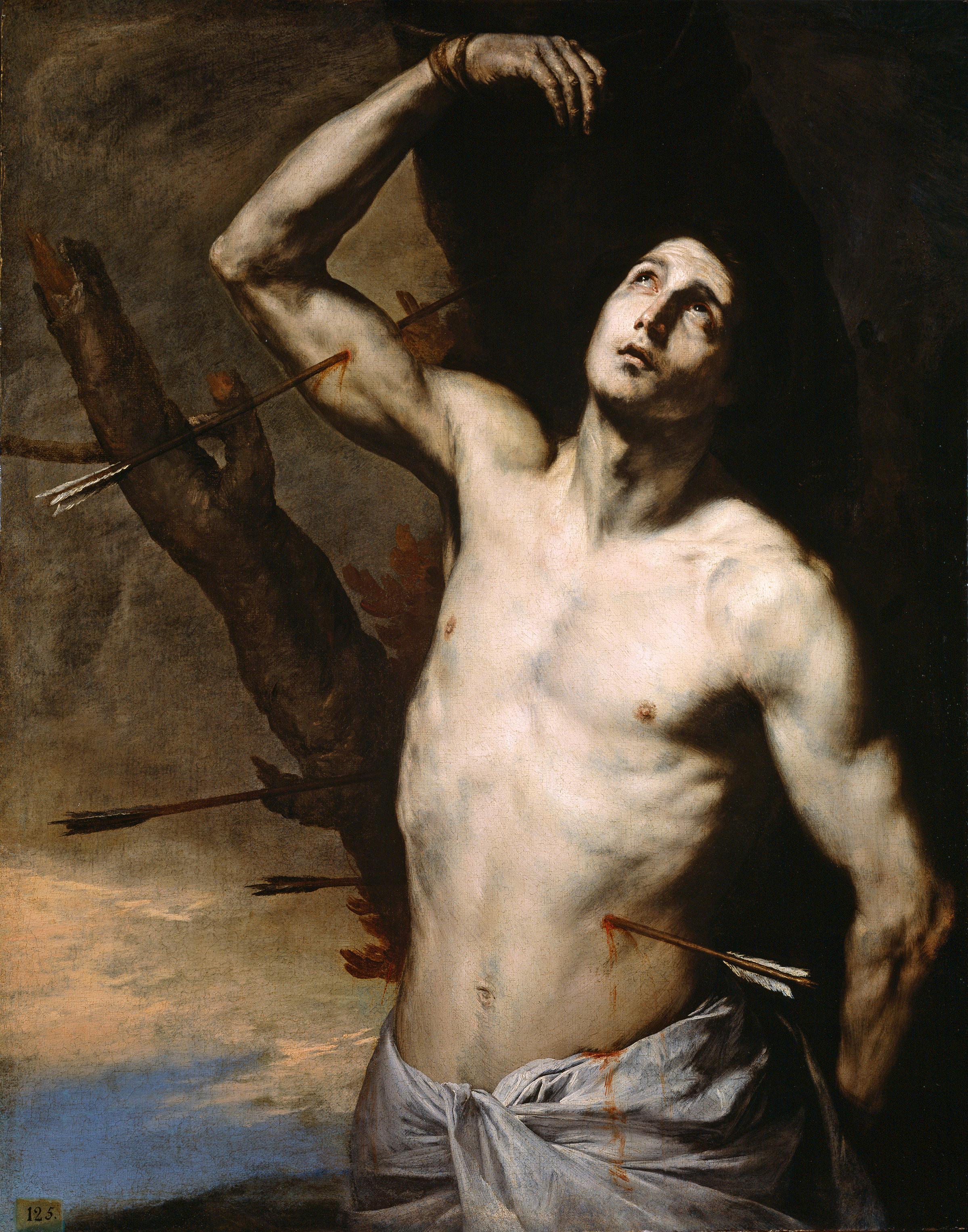
ホセ・デ・リベーラ『聖セバスティアヌス』 (1636年)、プラド美術館、マドリード

リベーラの関心を引いた委嘱は、預言者を表す14点の連作を制作することであった。それらは教会の身廊に沿って配置されることになっていたもので、1638-1643年の間に制作された。やはり1643年に制作された『会則を受け取る聖ブルーノ』 (サン・マルティーノ美術館、ナポリ) と呼ばれる小さな銅板画とほかの3点のキャンバス画は、1643年からリベーラが患った病気のために1651年になってようやく納められた。これら3点のうち、大きな『使徒たちの聖体拝領』は教会の聖歌隊席の側壁に、ほかの2点である『聖ヒエロニムス』 (サン・マルティーノ美術館、ナポリ) と本作『聖セバスティアヌス』は修道院の個室のために意図された。 これら3点と『会則を受け取る聖ブルーノ』には、合計100ドゥカートが支払われた。
本作に表されているセバスティアヌスは、3世紀末にナルボンヌで生まれ、ミラノで徴兵された。洗礼を受けた彼は牢獄のキリスト教徒を兵士の権限でひそかに逃したが、この件が知られたため殉教するにいたった。彼は最初にローマ皇帝ディオクレティアヌスの命により矢で射られたが、聖イレーネに介抱され、生き延びる。後に彼は撲殺され、その遺体は排水場に遺棄された。
リベーラ円熟期後期の傑作の1つである本作は、すでに1636年ごろに画家が手掛けた『聖セバスティアヌス』 (プラド美術館、マドリード) に続く2番目の同主題作である。本作は、画家が1630年代から採用した色彩豊かな様式が成し遂げられたことを証だてている。一方、プラド美術館のヴァージョンは、画家の様式的変貌の第一段階を示している。